# Olegário Herculano da Silva Pinto
Olegário Herculano da Silva Pinto (Goiás, 16 de março de 1857 — Rio de Janeiro, 12 de agosto de 1929) foi um político brasileiro.
Foi presidente de Goiás, de 31 de julho de 1913 a 6 de julho de 1914, além de ter servido como deputado federal em diversas legislaturas e senador da República, cargo que exerceu de 1921 até 1924 e voltou ao pleito em 1926, exercendo a função até 1929 quando morreu.